# Sergueï Nemtchinov
Sergueï Lvovitch Nemtchinov - en russe : Сергей Львович Немчинов et en anglais : Sergei Nemchinov - (né le 14 janvier 1964 à Moscou en URSS) est un joueur professionnel russe de hockey sur glace devenu entraîneur. Il évoluait au poste de centre.

## Biographie

### Carrière en club
En 1981, il commence sa carrière au Krylia Sovetov en championnat d'URSS. De 1982 à 1985, il rejoint le CSKA Moscou et remporte trois titres nationaux consécutifs. Il est choisi en 1990 au cours du repêchage d'entrée dans la Ligue nationale de hockey par les Rangers de New York en 12e ronde, en 244e position. En 1991, il débute dans la LNH. Il remporte la Coupe Stanley en 1994 avec les Rangers et en 2000 avec les Devils du New Jersey. Il a également porté les couleurs des Islanders de New York et des Canucks de Vancouver. De retour en Russie, il remporte la Superliga 2003 avec le Lokomotiv Iaroslavl. Il prend sa retraite en 2004.

### Carrière internationale
Il a représenté l'Équipe d'URSS puis Équipe de Russie. Il a participé aux Jeux olympiques de 1998 conclus par une médaille d'argent. Il a également participé à de nombreux championnats du monde remportant le titre en 1989 et 1990 et le bronze en 1991. Il a aussi été champion du monde junior en 1983 et 1984.

### Carrière d'entraîneur
En 2008, il devient l'entraîneur du CSKA Moscou dans la Ligue continentale de hockey.
Au cours de sa visite au Turkménistan, Sergei Nemchinov a effectué un entraînement  avec l'équipe nationale masculine de hockey sur glace du Turkménistan. Il a ensuite rejoint le personnel des entraîneurs de l'équipe nationale du Turkménistan pour préparer les joueurs de hockey turkmènes à la division III du Championnat du monde 2020 de l'IIHF.

## Trophées et honneurs personnels
- Superliga
  - 2002 : participe au Match des étoiles avec l'équipe Ouest.

## Statistiques
| Saison     | Équipe                | Ligue      |     | Saison régulière | Saison régulière | Saison régulière | Saison régulière | Saison régulière |    | Séries éliminatoires | Séries éliminatoires | Séries éliminatoires | Séries éliminatoires | Séries éliminatoires |
| Saison     | Équipe                | Ligue      | PJ  | B                | A                | Pts              | Pun              | PJ               | B  | A                    | Pts                  | Pun                  |                      |                      |
| 1981-1982  | Krylia Sovetov        | URSS       | 15  | 1                | 0                | 1                | 0                | -                | -  | -                    | -                    | -                    |                      |                      |
| 1982-1983  | CSKA Moscou           | URSS       | 11  | 0                | 0                | 0                | 2                | -                | -  | -                    | -                    | -                    |                      |                      |
| 1983-1984  | CSKA Moscou           | URSS       | 20  | 6                | 5                | 11               | 4                | -                | -  | -                    | -                    | -                    |                      |                      |
| 1984-1985  | CSKA Moscou           | URSS       | 31  | 2                | 4                | 6                | 4                | -                | -  | -                    | -                    | -                    |                      |                      |
| 1985-1986  | Krylia Sovetov        | URSS       | 39  | 7                | 12               | 19               | 28               | -                | -  | -                    | -                    | -                    |                      |                      |
| 1986-1987  | Krylia Sovetov        | URSS       | 40  | 13               | 9                | 22               | 24               | -                | -  | -                    | -                    | -                    |                      |                      |
| 1987-1988  | Krylia Sovetov        | URSS       | 48  | 17               | 11               | 28               | 26               | -                | -  | -                    | -                    | -                    |                      |                      |
| 1988-1989  | Krylia Sovetov        | URSS       | 43  | 15               | 14               | 29               | 28               | -                | -  | -                    | -                    | -                    |                      |                      |
| 1989-1990  | Krylia Sovetov        | URSS       | 48  | 17               | 17               | 34               | 34               | -                | -  | -                    | -                    | -                    |                      |                      |
| 1990-1991  | Krylia Sovetov        | URSS       | 46  | 21               | 24               | 45               | 30               | -                | -  | -                    | -                    | -                    |                      |                      |
| 1991-1992  | Rangers de New York   | LNH        | 73  | 30               | 28               | 58               | 15               | 13               | 1  | 4                    | 5                    | 8                    |                      |                      |
| 1992-1993  | Rangers de New York   | LNH        | 81  | 23               | 31               | 54               | 34               | -                | -  | -                    | -                    | -                    |                      |                      |
| 1993-1994  | Rangers de New York   | LNH        | 76  | 22               | 27               | 49               | 36               | 23               | 2  | 5                    | 7                    | 6                    |                      |                      |
| 1994-1995  | Rangers de New York   | LNH        | 47  | 7                | 6                | 13               | 16               | 10               | 4  | 5                    | 9                    | 2                    |                      |                      |
| 1995-1996  | Rangers de New York   | LNH        | 78  | 17               | 15               | 32               | 38               | 6                | 0  | 1                    | 1                    | 2                    |                      |                      |
| 1996-1997  | Rangers de New York   | LNH        | 63  | 6                | 13               | 19               | 12               | -                | -  | -                    | -                    | -                    |                      |                      |
| 1996-1997  | Canucks de Vancouver  | LNH        | 6   | 2                | 3                | 5                | 4                | -                | -  | -                    | -                    | -                    |                      |                      |
| 1997-1998  | Islanders de New York | LNH        | 74  | 10               | 19               | 29               | 24               | -                | -  | -                    | -                    | -                    |                      |                      |
| 1998-1999  | Islanders de New York | LNH        | 67  | 8                | 8                | 16               | 22               | -                | -  | -                    | -                    | -                    |                      |                      |
| 1998-1999  | Devils du New Jersey  | LNH        | 10  | 4                | 0                | 4                | 6                | 4                | 0  | 0                    | 0                    | 0                    |                      |                      |
| 1999-2000  | Devils du New Jersey  | LNH        | 53  | 10               | 16               | 26               | 18               | 21               | 3  | 2                    | 5                    | 2                    |                      |                      |
| 2000-2001  | Devils du New Jersey  | LNH        | 65  | 8                | 22               | 30               | 16               | 25               | 1  | 3                    | 4                    | 4                    |                      |                      |
| 2001-2002  | Devils du New Jersey  | LNH        | 68  | 5                | 5                | 10               | 10               | 3                | 0  | 0                    | 0                    | 0                    |                      |                      |
| 2002-2003  | Lokomotiv Iaroslavl   | Superliga  | 27  | 5                | 6                | 11               | 26               | 10               | 0  | 5                    | 5                    | 10                   |                      |                      |
| 2003-2004  | Lokomotiv Iaroslavl   | Superliga  | 54  | 5                | 19               | 24               | 38               | 3                | 0  | 0                    | 0                    | 4                    |                      |                      |
| Totaux LNH | Totaux LNH            | Totaux LNH | 761 | 152              | 193              | 345              | 251              | 105              | 11 | 20                   | 31                   | 24                   |                      |                      |